# Kiira Korpiová
Kiira Linda Katriina Korpiová (* 26. září 1988 Tampere) je bývalá finská krasobruslařka, stříbrná medailistka z mistrovství Evropy 2012 a bronzová z evropských šampionátů 2007 a 2011, vítězka pařížské soutěže Grand Prix Trophée Eric Bompard 2010 a Rostelecom Cupu 2012. Pětkrát, v letech 2009, 2011–2013 a 2015, se stala mistryní Finska.
K dubnu 2013 byla klasifikována na 6. místě světového žebříčku Mezinárodní bruslařské unie a v lednu 2015 pak na 47. místě.
V srpnu 2015 ukončila profesionální dráhu.

## Osobní život
Narodila se v Tampere. Otec Rauno Korpi je bývalým trenérem ženského hokejového mužstva, které přivedl k bronzové medaili na Zimních olympijských hrách 1998. Ve Finsku má přezdívku „Jääprinsessa“ (ledová princezna) pro svou fyzickou podobu s princeznou Grace Kellyovou, bývalou monackou kněžnou.

## Sportovní kariéra

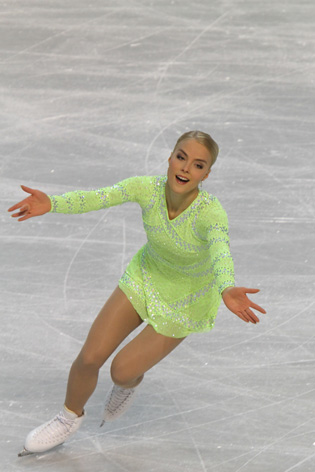
Korpiová na ME 2010.

### 2005–2006
V roce 2005 dosáhla premiérového kvalitního výsledku mezi ženami na mistrovství Finska, kde obsadila druhé místo. Umístění ji zajistilo start na mistrovství Evropy 2005, na němž se umístila na 13. příčce.
Následující sezónu stále závodila mezi juniorkami, odjela v ní sérii soutěží Grand Prix. V kategorii žen skončila na finském šampionátu 2006 na 3. místě. Dobrého výsledku – šesté pozice, pak dosáhla na mistrovství Evropy 2006 a aktuální forma ji umožnila start na Zimních olympijských hrách 2006 v Turíně, na kterých skončila na 16. příčce. Původně se však z třetího místa národního mistrovství na olympijské hry nekvalifikovala. Rozhodnutí, že na nich bude reprezentovat zemi teprve sedmnáctiletá juniorka, učinila až Finská bruslařská unie poté, co zohlednila výsledky mistrovství Evropy.

### 2007–2008
V poolympijské sezóně debutovala v ženském závodě Grand Prix. Na mistrovství Finska 2007 obsadila 4. místo, což byl horší výsledek, než v předchozích dvou letech. Přesto se zúčastnila mistrovství Evropy 2007, kde zaznamenala první medailové umístění – 3. místo mezi ženami. Stala se tak druhou Finkou v historii, která získala medaili na evropském šampionátu.
V sezóně 2007–2008 ji začátek zkomplikovalo zranění, což způsobilo absenci na první události Grand Prix. Na mistrovství Evropy 2008 neobhájila medailové postavení a dojela pátá, na následném mistrovství světa 2008 po krátkém programu figurovala na čtvrté příčce, ale slabá volná jízda ji odsunula až na celkově devátou pozici.

### 2008–2009
V sezóně 2008–2009 se nezúčastnila série Grand Prix. Daný rok 2009 poprvé zvítězila na domácím šampionátu a stala se mistryní Finska. Titul již předtím získala také v juniorské kategorii. Na mistrovství Evropy 2009 zopakovala pátou pozici a druhou medaili sezóny přivezla ze Zimní univerziády, která se pro ni stala poslední soutěží roku.

### 2009–2010
Následující sezóna 2009–2010 začala kvalitními výkony, nejdříve druhým místem na závodu Nebelhorn Trophy 2009, poté třetí pozicí na Finlandia Trophy 2009 a konečně první seniorskou medailí ze soutěže Grand Prix, když skončila druhá na Cup of China. Na finském mistrovství 2010 však neobhájila titul a skončila na stříbrné pozici za Laurou Lepistö. Po krátkém programu mistrovství Evropy 2010 držela třetí příčku, ovšem volná jízda nestačila na zisk medaile a celkově dojela na čtvrtém místě. Na Zimních olympijských hrách 2010 ve Vancouveru obsadila 11. pozici a další pokles v pořadí následoval na mistrovství světa 2010 konaném o měsíc později, kde se po nekvalitním výkonu umístila až na 19. příčce.

### 2010–2011

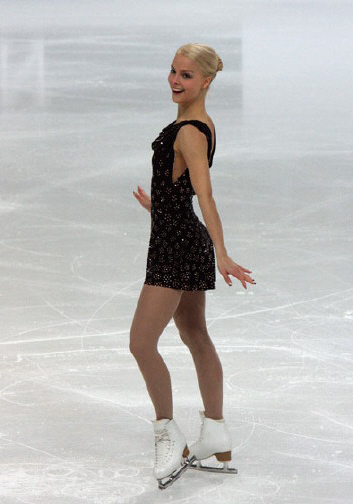
Korpiová na ME 2009

Sezónu 2010–2011 zahájila nejlépe ve své kariéře. V září 2010 nejdříve zvítězila na Nebelhorn Trophy v německém Oberstdorfu, v říjnu pak dojela druhá na Finlandia Trophy ve Vantae a na konci listopadu vyhrála první závod série Grand Prix, když triumfovala na pařížské Trophée Eric Bompard 2010 s novým osobním rekordem v celkovém hodnocení 169,74 bodů. Na mistrovství Evropy 2011 po krátkém programu vedla. Ve čtvrté nejlepší volné jízdě závodu předvedla pády a klesla na celkové třetí místo. K únoru 2011 byla hodnocená na 5. místě světového žebříčku Mezinárodní bruslařské unie. Na mistrovství světa 2011 skončila na 9. příčce, v květnu pak ve světové klasifikaci ISU postoupila na 4. místo.

### 2011–2012
Na domácím šampionátu získala třetí titul mistryně Finska. Následně dosáhla nejlepšího výsledku kariéry na mistrovství Evropy v britském Sheffieldu, kde skončila stříbrná za Italkou Carolinou Kostnerovou. Dne 16. března 2012 pak došlo k jejímu odhlášení z mistrovství světa v Nice pro vleklé zranění nohy a kyčle.

### 2012–2013
Sezónu zahájila na Finlandia Trophy 2012, kde vybojovala stříbrnou medaili. Následně získala třetí kov ze soutěží Grand Prix, když skončila na třetí bronzové příčce na Cup of China 2012. Formu prokázala druhým titulem ze série GP. Vítězství na ruském Rostelecom Cup 2012 jí poprvé v kariéře zajistilo postup na závěrečné Finále Grand Prix. Zde startovala jako první finský krasobruslař v historii a dojela na čtvrtém místě. Následně si připsala čtvrtý titul na mistrovství Finska (2013). Z lednového mistrovství Evropy konaného v Záhřebu se odhlásila pro zánět levé Achillovy šlachy a nestartovala ani na březnovém světovém šampionátu v Kanadě.

### 2013–2014
Přípravu na sezonu začala v americkém Lake Arrowhead s novým trenérem Rafaelem Arutunjanem. Pro zranění levé nohy se však nezúčastnila ani jednoho závodu a podrobila se operaci. Nucenou pauzu vyplnila komentováním televizních přenosů.

### 2014–2015
V prosinci 2014 vyhrála mezinárodní závody Zlatá pirueta v Záhřebu a stala se popáté mistryní Finska. Na Mistrovství Evropy v krasobruslení 2015 ve Stockholmu skončila v krátkém programu na čtvrtém místě. Pak ji však postihla gastroenteritida a do volné jízdy již nenastoupila. Na světovém šampionáru nepostoupila do volných jízd, když v krátkém programu obsadila 31. příčku.

### 2015–2016
V sezóně 2015–16 měla odjet závody série Grand Prix. Původně přislíbila účast na Trophée Éric Bompard. Později však start zrušila. Na tiskové konferenci v Helsinkách, konané 27. srpna 2015, oznámila ukončení profesionální kariéry.

## Program

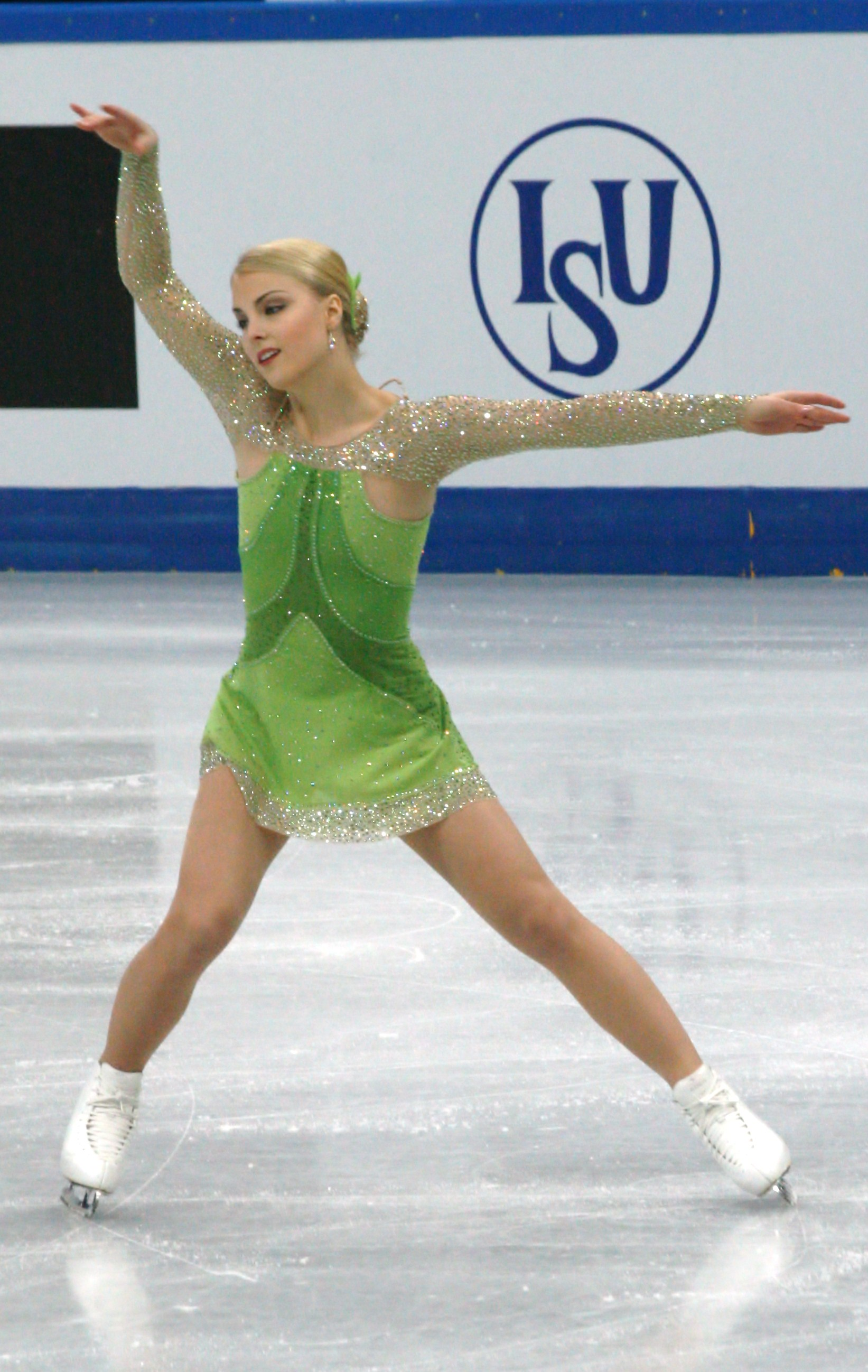
Korpiová se Finále Grand Prix (2012) zúčastnila jako první finský krasobruslař v historii

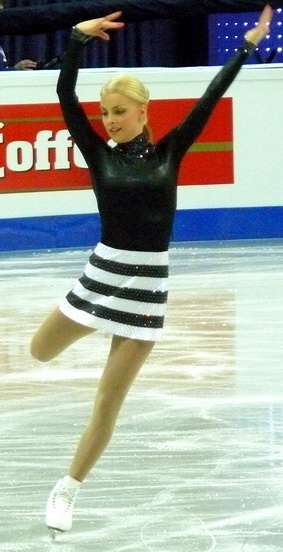
Korpiová na MS 2008

| Sezóna  | Krátký program                                                   | Volná jízda                                                                                | Exhibice |
| ------- | ---------------------------------------------------------------- | ------------------------------------------------------------------------------------------ | --- |
| 2014–15 | A Day in the Life Jeff Beck choreografie: Jeffrey Buttle         | Violin Concerto in D minor Jean Sibelius choreografie: Shae-Lynn Bourne                    | |
| 2012–13 | Dívka s vlasy jako len Claude Debussy choreografie: David Wilson | Once Upon a Time in America Ennio Morricone choreografie: Shae-Lynn Bourne                 | Wide Awake Katy Perry                                                                                          |
| 2011–12 | Over the Rainbow Harold Arlen choreografie: Shae-Lynn Bourne     | I Got Rhythm George Gershwin choreografie: Shae-Lynn Bourne                                | Yoü and I Lady Gaga choreografie: David Wilson                                                                 |
| 2010–11 | Over the Rainbow Harold Arlen choreografie: Shae-Lynn Bourne     | Evita Andrew Lloyd Webber choreografie: David Wilson                                       | If I Were a Boy Beyoncé Knowles choreografie: Marwin Smith a Salome Brunnerová                                 |
| 2009–10 | Caravan Ikuko Kawai                                              | Crooked Room Passenger to Copenhagen Agatha Kerkko Koskinen                                | If I Were a Boy Beyoncé Knowles choreografie: Marwin Smith a Salome Brunnerová Butterfly Out of Bounds Rajaton |
| 2008–09 | Triunfal Ástor Piazzolla                                         | Crooked Room Passenger to Copenhagen Agatha Kerkko Koskinen                                | Butterfly Out of Bounds Rajaton                                                                                |
| 2007–08 | Triunfal Ástor Piazzolla                                         | Phantasia Andrew Lloyd Webber a Sarah Chang                                                | Směs ABBA: Gimme! Gimme! Gimme! (A Man After Midnight) & The Winner Takes It All & Dancing Queen               |
| 2006–07 | Eye Patch Yo Te Quiero z Tenkrát v Mexiku Robert Rodriguez       | Phantasia Andrew Lloyd Webber and Sarah Chang                                              | Speaking of Happiness Gloria Lynne                                                                             |
| 2005–06 | Hello Lionel Richie                                              | Blues Collection: Fever, Elvis Presley, Blues Boys Tune, a Shake It Up And Go B. B. King   | |
| 2004–05 | Nessun dorma Giacomo Puccini Vanessa-Mae                         | Blues Collection: Fever, Elvis Presley, Blues Boys Tune a Shake It Up And Go by B. B. King | It's Oh So Quiet Björk                                                                                         |
| 2003–04 | Nessun dorma Giacomo Puccini Vanessa-Mae                         | It's Oh So Quiet Björk                                                                     | |

## Chronologie výsledků

### Od roku 2006
| Událost/Sezóna        | 2006–07 | 2007–08 | 2008–09 | 2009–10 | 2010–11 | 2011–12 | 2012––13 | 2013–14 | 2014–15    |
| --------------------- | ------- | ------- | ------- | ------- | ------- | ------- | -------- | ------- | ---------- |
| zimní olympijské hry  |         |         |         | 11.     |         |         |          |         |            |
| Mistrovství světa     | 14.     | 9.      |         | 19.     | 9.      |         |          |         | 31.        |
| Mistrovství Evropy    | 3.      | 5.      | 5.      | 4.      | 3.      | 2.      |          |         | odstoupila |
| Mistrovství Finska    | 4.      | 2.      | 1.      | 2.      | 1.      | 1.      | 1.       |         | 1.         |
| Trophée Eric Bompard  |         |         |         | 8.      | 1.      |         |          |         |            |
| NHK Trophy            |         |         |         |         | 4.      | 6.      |          |         |            |
| Cup of China          |         |         |         | 2.      |         |         | 3.       |         |            |
| Rostelecom Cup        | 6.      | 4.      |         |         |         | 5.      | 1.       |         |            |
| Skate America         | 7.      |         |         |         |         |         |          |         |            |
| Zimní univerziáda     |         |         | 3.      |         |         |         |          |         |            |
| Finlandia Trophy      | 1.      | 5.      |         | 3.      | 2.      |         | 2.       |         |            |
| Nebelhorn Trophy      |         |         |         | 2.      | 1.      |         |          |         |            |
| NRW Trophy            |         |         |         | 5.      |         |         |          |         |            |
| Golden Spin of Zagreb |         | 2.      |         |         |         |         |          |         | 1.         |

### Do roku 2006

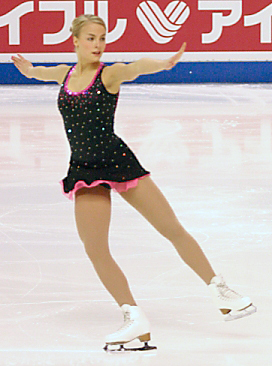
Na juniorském mistrovství světa 2005.

| Událost/Sezóna                  | 2002–03 | 2003–04 | 2004–05 | 2005–06 |
| ------------------------------- | ------- | ------- | ------- | ------- |
| zimní olympijské hry            |         |         |         | 16.     |
| Mistrovství světa               |         |         |         | 10.     |
| Mistrovství Evropy              |         |         | 13.     | 6.      |
| Mistrovství světa juniorů       | 19.     | 16.     | 10.     |         |
| Mistrovství Finska              | 2. J.   | 1. J.   | 2.      | 3.      |
| Nordic Championships            |         | 1. J.   |         |         |
| Finále, juniorské Grand Prix    |         |         |         | 4.      |
| juniorské Grand Prix, Slovensko |         |         |         | 7.      |
| juniorské Grand Prix, Estonsko  |         |         |         | 3.      |
| juniorské Grand Prix, Maďarsko  |         |         | 6.      |         |
| juniorské Grand Prix, Německo   |         |         | 1.      |         |
| juniorské Grand Prix, Polsko    |         | 3.      |         |         |
| juniorské Grand Prix, Slovinsko |         | 6.      |         |         |
| Zlatý medvěd, Záhřeb            | 5.      |         |         |         |
| Merano Cup                      |         |         |         | 1.      |

Legenda
- J. – juniorská soutěž